# Adrien-François Servais

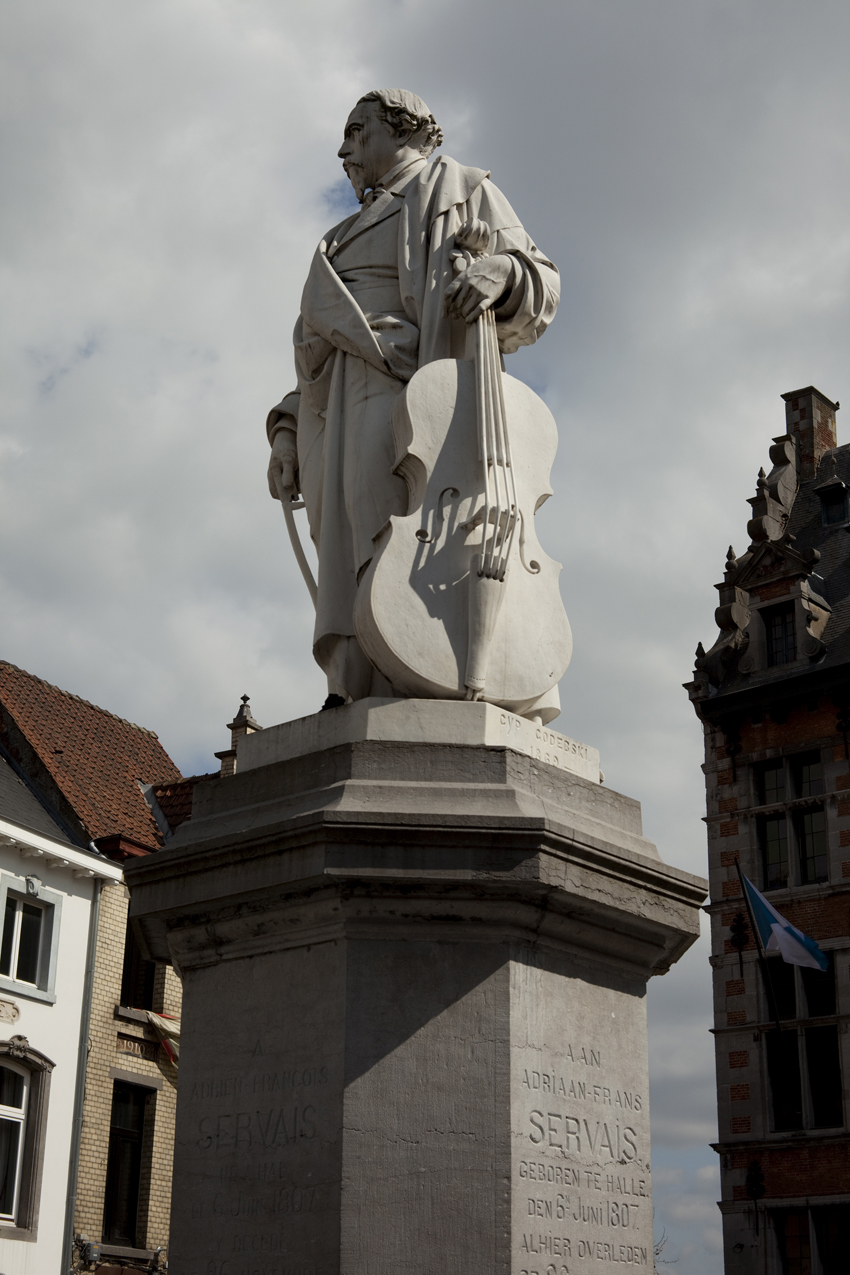
Cyprian Godebski – pomnik A.-F. Servaisa na rynku w Halle.

Adrien-François Servais (ur. 6 czerwca 1807 w Halle, zm. 26 listopada 1866 tamże) – belgijski wiolonczelista i kompozytor, określany mianem Paganiniego wiolonczeli. 
Autor lub współautor kilkudziesięciu kompozycji i transkrypcji na wiolonczelę.
Jako pierwszy zastosował metalową nóżkę pod wiolonczelę (wcześniej wiolonczeliści zwykli utrzymywać instrument łydkami, zamiast opierać go o podłogę). Pozwoliło to na swobodniejsze operowanie instrumentem i w konsekwencji – na zwiększenie możliwości wirtuozerskich. Rozwiązanie to jest powszechnie przyjęte we współczesnych wiolonczelach.

## Wątki polskie
Grande Fantaisie polonaise sur des Airs du ballet ‘La Noce de Cracovie’, Op. 19 na wiolonczelę i fortepian zadedykowana Stanisławowi Jasińskiemu oparta została na muzyce z baletu Wesele w Ojcowie, skomponowanej przez Karola Kurpińskiego i Józefa Damsego.
Servais dokonał transkrypcji na wiolonczelę dwóch mazurków (fis-moll op. 6 nr 1, f-moll op. 7 nr 3) oraz nokturnu (Es-dur op. 9 nr 2) Fryderyka Chopina.
Cyprian Godebski – zięć Servaisa, stworzył jego pomnik (posąg) w Halle oraz jego popiersie w Konserwatorium Królewskim w Brukseli.
Misia Godebska – wnuczka Servaisa, mieszkała w dzieciństwie w jego willi w Halle, wychowywana przez swą babkę.
Jan Karłowicz był uczniem Servaisa w Konserwatorium Królewskim w Brukseli, a także jego domowym akompaniatorem.